# The Mardi Gras
The Mardi Gras was een Amerikaanse rock-'n-roll-band uit New York..

## Bezetting
- Lou Burgio[2] (zang, drums)
- Bob Azzara[3] (Farfisa-orgel, zang)
- Flip Cesario[4] (gitaar, zang)
- Noel Koward[5] (vibrafoon, zang)

## Geschiedenis
De band bracht meerdere singles uit die overal in Europa hits werden tussen 1970 en 1972. Een gelijknamig album volgde in 1972 bij Map City Records van Peter Anders en Vini Poncia. De kern van de band waren de drie vrienden Lou Burgio, Bob Azzara en Flip Cesario, die hadden gespeeld in andere bands, waaronder The Royal Teens en Joey & The Twisters tijdens de vroege jaren 1960.
Hun eerste publicatie was een cover van Girl, I've Got News for You, die zich plaatste op de toppositie in de Franse hitlijst en ook hoog genoteerd stond in Italië, Nederland, Spanje en meerdere landen in Europa. De navolgende single was ook een cover van Too Busy Thinking About My Baby, die in 1972 ook weer hoog scoorde in Europa en in de Britse hitlijst (#19). Ze brachten de twee singles Every Day I Have to Cry Some (1971) en Paris Sunshine (1972) uit, direct nadat ze hun enige album uitbrachten.
Ze namen nog een plaat op, met Michel Laurent in de achtergrond met Sing Sing Barbara, die in delen van Europa de toppositie haalde en in Italië zelf achtereenvolgend zes weken op deze positie bleef.

## Discografie

### Singles
- 1970: Girl, I've Got News For You / If I Can't Have You (1970)
- 1970: Too Busy Thinking About My Baby / Letter of Recommendation (1970)
- 1971: Every Day I Have to Cry Some / The Days (1971)
- 1972: Paris Sunshine / Give Me A Little Sign (1972)
- 1972: Sing Sing Barbara (Laurent en Mardi Gras) (uitgebracht in Engelse, Franse en Italiaanse versies. De B-kant was Le Temple Bleu alleen door Laurent)

### Albums
- 1970: Mardi Gras